# Team Giant-Alpecin/Saison 2015
Diese Liste beschreibt die Mannschaft und die Erfolge des Radsportteams Team Giant-Alpecin in der Saison 2015.

## Saison 2015

### Erfolge in der UCI WorldTour
| Datum         | Rennen                               | Sieger         |
| ------------- | ------------------------------------ | -------------- |
| 22. März      | Mailand–Sanremo                      | John Degenkolb |
| 11. April     | 6. Etappe Vuelta al País Vasco (EZF) | Tom Dumoulin   |
| 12. April     | Paris–Roubaix                        | John Degenkolb |
| 13. Juni      | 1. Etappe Tour de Suisse             | Tom Dumoulin   |
| 21. Juni      | 9. Etappe Tour de Suisse (EZF)       | Tom Dumoulin   |
| 22. Juli      | 17. Etappe Tour de France            | Simon Geschke  |
| 2. August     | 1. Etappe Polen-Rundfahrt            | Marcel Kittel  |
| 30. August    | 9. Etappe Vuelta a España            | Tom Dumoulin   |
| 9. September  | 17. Etappe Vuelta a España (EZF)     | Tom Dumoulin   |
| 13. September | 21. Etappe Vuelta a España           | John Degenkolb |

### Erfolge in der UCI America Tour
| Datum        | Rennen                    | Kat. | Fahrer       |
| ------------ | ------------------------- | ---- | ------------ |
| 7. September | 6. Etappe Tour of Alberta | 2.1  | Nikias Arndt |

### Erfolge in der UCI Asia Tour
| Datum      | Rennen               | Kat. | Fahrer         |
| ---------- | -------------------- | ---- | -------------- |
| 6. Februar | 3. Etappe Dubai Tour | 2.HC | John Degenkolb |

### Erfolge in der UCI Europe Tour
| Datum       | Rennen                                           | Kat. | Fahrer          |
| ----------- | ------------------------------------------------ | ---- | --------------- |
| 22. Februar | 2. Etappe Tour du Haut-Var                       | 2.1  | Luka Mezgec     |
| 14. Mai     | 2. Etappe Bayern-Rundfahrt                       | 2.HC | John Degenkolb  |
| 17. Mai     | 5. Etappe Bayern-Rundfahrt                       | 2.HC | John Degenkolb  |
| 31. Mai     | Velothon Berlin                                  | 1.1  | Ramon Sinkeldam |
| 26. Juni    | Österreichische Meisterschaft – Einzelzeitfahren | CN   | Georg Preidler  |
| 6. Oktober  | Binche–Chimay–Binche                             | 1.1  | Ramon Sinkeldam |

### Erfolge im Cyclocross 2014/2015
| Datum      | Rennen                                                         | Kat. | Fahrer            |
| ---------- | -------------------------------------------------------------- | ---- | ----------------- |
| 2. Januar  | Internationale Centrumcross van Surhuisterveen, Surhuisterveen | C2   | Lars van der Haar |
| 24. Januar | Internationale Cyclo-cross Rucphen, Rucphen                    | C2   | Lars van der Haar |

### Abgänge – Zugänge
| Zugänge            | Team 2014                      | Abgänge                     | Team 2015                  |
| ------------------ | ------------------------------ | --------------------------- | -------------------------- |
| Caleb Fairly       | Garmin Sharp                   | Dries Devenyns              | IAM Cycling                |
| Zico Waeytens      | Topsport Vlaanderen-Baloise    | Brian Bulgaç                | Team Lotto NL-Jumbo        |
| Lars van der Haar  | Development Team Giant-Shimano | Jonas Ahlstrand             | Cofidis, Solutions Crédits |
| Carter Jones       | Optum-Kelly Benefit Strategies | Reinardt Janse van Rensburg | MTN-Qhubeka                |
| Fredrik Ludvigsson | Development Team Giant-Shimano | Thomas Damuseau             | Roubaix Lille Métropole    |
|                    |                                | Sea Keong Loh               | SEG Racing                 |
|                    |                                | Thomas Peterson             | Karriereende               |
|                    |                                | Matthieu Sprick             | Karriereende               |

### Mannschaft
| Name                | Geburtstag         | Nationalität        |              |
| ------------------- | ------------------ | ------------------- | ------------ |
| Nikias Arndt        | 18. November 1991  | Deutschland         |              |
| Warren Barguil      | 28. Oktober 1991   | Frankreich          |              |
| Lawson Craddock     | 20. Februar 1992   | Vereinigte Staaten  |              |
| Roy Curvers         | 27. Dezember 1979  | Niederlande         |              |
| Bert De Backer      | 2. April 1984      | Belgien             |              |
| John Degenkolb      | 7. Januar 1989     | Deutschland         |              |
| Tom Dumoulin        | 11. November 1990  | Niederlande         |              |
| Caleb Fairly        | 19. Februar 1987   | Vereinigte Staaten  |              |
| Johannes Fröhlinger | 9. Juni 1985       | Deutschland         |              |
| Simon Geschke       | 13. März 1986      | Deutschland         |              |
| Lars van der Haar   | 23. Juli 1991      | Niederlande         |              |
| Chad Haga           | 26. August 1988    | Vereinigte Staaten  |              |
| Thierry Hupond      | 10. November 1984  | Frankreich          |              |
| Cheng Ji            | 15. Juli 1987      | Volksrepublik China |              |
| Carter Jones        | 27. Februar 1989   | Vereinigte Staaten  |              |
| Marcel Kittel       | 11. Mai 1988       | Deutschland         |              |
| Koen de Kort        | 8. September 1982  | Niederlande         |              |
| Fredrik Ludvigsson  | 28. April 1994     | Schweden            |              |
| Tobias Ludvigsson   | 22. Februar 1991   | Schweden            |              |
| Luka Mezgec         | 27. Juni 1988      | Slowenien           |              |
| Daan Olivier        | 24. November 1992  | Niederlande         |              |
| Georg Preidler      | 17. Juni 1990      | Österreich          |              |
| Ramon Sinkeldam     | 9. Februar 1989    | Niederlande         |              |
| Tom Stamsnijder     | 15. Mai 1985       | Niederlande         |              |
| Albert Timmer       | 13. Juni 1985      | Niederlande         |              |
| Tom Veelers         | 14. September 1984 | Niederlande         |              |
| Zico Waeytens       | 29. September 1991 | Belgien             |              |
| Stagiaires          | Stagiaires         | Nationalität        | Nationalität |
| Max Walscheid       | Max Walscheid      | Deutschland         |              |